# Румыния на «Евровидении-1993»
Румыния попыталась дебютировать на конкурсе песни Евровидение 1993, проходившем в том же году в Миллстрит, Ирландия, став одной из семи стран, впервые заинтересованных в участии в конкурсе. Национальный финал Selecția Națională 1993, организованный Румынским телевидением (TVR), состоялся 16 января 1993 года, а Nu pleca («Не уходи»), написанная и исполненная румынской певицей Дидой Дрэган в соавторстве с Адрианом Ордеаном была выбран представителем Румынии. За место в финале конкурса Румыния должна была принять участие в предварительном квалификационном раунде Kvalifikacija za Millstreet, который проходил в Любляне, Словения. Песня заняла последнее место и не прошла в финал в Ирландии. Преимущественно негативная реакция румынских СМИ последовала за плохим выступлением Дрэган.

### Selecția Națională 1993
Румынский телевещатель (TVR) планировал подать заявку на участие в конкурсе Евровидение 1992, но по финансовым причинам он отказался от дебюта. 16 января 1993 года TVR организовало Selecția Națională, национальный отбор, который впоследствии будет проводиться в Румынии в дальнейшем. Первый выпуск состоялся в Мамайе, близ Констанцы. Имя ведущего неизвестно. Победитель из 11 конкурсных работ был объявлен Institutul Român de Sondare an Opiniei Publice (IRSOP), который суммировал голоса 1100 домохозяйств в Румынии. Респонденты определяли голоса посредством телефонного опроса случайным людям. Хотя остальная часть результата публично не разглашалась, местные СМИ предположили, что Лауренциу Казан с песней Hai, spune! и Лаура Стойка с песней Dă-mi din nou curajul de-a trăi заняли второе и третье места соответственно.
| Порядковый номер | Артист              | Название песни                    | Перевод                       |
| ---------------- | ------------------- | --------------------------------- | ----------------------------- |
| 1                | Миоара Ферару       | «Seară de seară»                  | «Вечер за вечером»            |
| 2                | Лауренциу Казан     | «Hai, spune!»                     | «Давай скажи!»                |
| 3                | Николета Александру | «Balerina»                        | «Балерина»                    |
| 4                | Корина Догару       | «Plec»                            | «Ухожу»                       |
| 5                | Мэдэлина Маноле     | «Să nu mă minţi»                  | «Не лги мне»                  |
| 6                | Моника Ангел        | «Dintr-un vis»                    | «Из мечты»                    |
| 7                | Лаура Стойка        | «Dă-mi din nou curajul de-a trăi» | «Дай мне мужества снова жить» |
| 8                | Дида Дрэган         | «Nu pleca»                        | «Не уходи»                    |
| 9                | Кармен Трандафир    | «Micul meu univers»               | «Моя маленькая вселенная»     |
| 10               | Елена Карстя        | «Vreau să pierd»                  | «Я хочу проиграть»            |
| 11               | Елена Карстя        | «Te-aș numi iubire»               | «Я бы назвала тебя любовью»   |

### Предварительный отбор для Милстрита
В связи с распадом Югославии, Советского Союза и роспуском Организации стран Варшавского договора, Европейский вещательный союз (ЕВС) столкнулся с наплывом потенциальных участников конкурса Евровидение. Для поддержки их стремления участвовать ЕВС ввёл три дополнительных места в выпуске 1993 года. Перед этим потенциальные участники Евровидения должны были пройти восточноевропейский отбор Kvalifikacija za Millstreet, чтобы выбрать три из семи заинтересованных стран, чтобы присоединиться к тем, кто уже участвовали в конкурсе 1993 года. Отбор Предварительный отбор для Милстрита состоялся 3 апреля 1993 года в Любляне, Словения. Дида Дрэган выступила пятой, между Венгрией и Словенией. По итогам голосования Дрэган оказалась на седьмом, последнем месте, набрав 38 очков (12 — от Хорватии, 6 — от Словакии и по 5 — от Боснии-Герцеговины, Эстонии, Венгрии и Словении). Из-за этого Румыния не попала в список участников конкурса Евровидение 1993, но была приглашена к участию в конкурсе 1994 года. 12 очков румынское жюри присудило Словении, ставшей одной из трёх стран-дебютантов Евровидения 1993.
Плохой результат Дрэган вызвал резкую критику со стороны румынских СМИ. Редактор Evenimentul Zilei обвинил IRSOP в заговоре и организованном голосовании, считая Лауренциу Казана настоящим победителем Selecția Națională. Они также заявили, что TVR не проинформировал румынскую публику о Евровидении, в результате чего вдохновленная роком «Nu pleca» была отправлена на конкурс песни Евровидение, посвященный поп-музыке. Адевэрул также отметил рок-характер выступления Дрэган, объяснив это её одеждой, вокалом и движениями. Либертатеа расценила это событие как «художественное самоубийство Диды Дрэган», а Румыния Либерэ раскритиковала её вокал. Вопреки негативным отзывам 1993 года, редактор EuroVisionary, оглядываясь назад на выступление Дрэган, заявил: «Несомненно, самое страстное и драматичное выступление вечера. Дида двигала руками так, как будто от них зависела жизнь, а ее голос отдавал жизнь лирике». Однако они слегка раскритиковали её шоу как чрезмерное. Феликс Чумак в своём обзоре на конкурс Евровидение 1993 отметил сходство вокала Диды Дрэган с голосом Ольги Кормухиной и неплохое звучание румынской заявки вживую. Однако он раскритиковал технические проблемы с вышедшим из строя микрофоном во время выступления певицы, заявив, что «именно эта причина послужила провалу Румынии в восточноевропейском отборе».